# Muntjac de Truong Son
El muntjac de Truong Son (Muntiacus truongsonensis) és una espècie de muntjac. És una de les espècies més petites de muntjac, amb un pes d'uns 15 quilograms, la meitat del que pesa un muntjac comú. Fou descobert el 1977 a la serralada Annamita del Vietnam.